# Carola Fernán Gómez
Carola Fernán Gómez, nom artístic de Carola Fernández Gómez (Madrid, 1899 - 8 de juny de 1967), va ser una actriu espanyola.

## Dades biogràfiques
Nasqué a l'edifici del Real Hospicio, al barri de Chamberí de Madrid, on vivia la seva família, ja que el seu pare, que era impressor, treballava a la impremta de la Diputació, ubicada aleshores en algunes de les dependències de l'antic hospici.
Un cop iniciada la seva trajectòria com a actriu, María Guerrero, directora de la seva companyia, li proposà aquest nom artístic, que coincideix amb el d'un personatge de l'obra de Lope de Vega Fuenteovejuna.
Fruit de la seva relació amb el també actor de la companyia Fernando Díaz de Mendoza Guerrero -fill de l'actor Fernando Díaz de Mendoza Aguado i de l'actriu María Guerrero- nasqué l'actor Fernando Fernán Gómez. Sembla que amb la intenció de separar la parella, María Guerrero la va fer contractar per la companyia d'Antonia Plana i Emilio Díaz, que començava una llarga gira per l'Amèrica Llatina, i per aquest motiu aquest fill nasqué a Lima (Perú).
Al llarg dels anys vint i trenta l'actriu formà part del Comitè Femení del Sindicat d'Actors, des d'on col·laborava amb les iniciatives que emprenia aquesta agrupació.

## Trajectòria professional
Carola Fernán Gómez treballà per al teatre, primer en representacions de sainets o obres còmiques, tant del gust de l'època, i adaptacions de títols popularitzats pel cinema, i més endavant en el teatre clàssic o contemporani i en el teatre d'autor. Treballà amb diferents companyies teatrals, com les de Guerrero-Mendoza, Aurora Redondo i Valeriano León, Enrique Rambal, López Heredia i Mariano Asquerino, Ana Adamuz, Niní Montiam, Mercedes Prendes, Teatro de Ensayo La Carátula, Teatro de Cámara, o les companyies de María Fernanda Ladrón de Guevara o de José Tamayo.
Actuà en diverses sales, especialment de Madrid però també d'arreu de la península, i en diversos països de l'Amèrica Llatina. Així, el seu nom estigué en la cartellera dels teatres Barcelona, Calderón i Romea, de Barcelona; Lope de Vega de Valladolid, Zorrilla de Zamora, Principal de València, i sobretot als grans teatres de Madrid: Cómico, La Latina, Metropolitano, de la Comedia, María Guerrero, Español, Infanta Isabel, Calderón, Eslava, Bellas Artes, Marquina o Beatriz, entre d'altres. També va formar part del repartiment en diverses pel·lícules per al cinema i produccions de contingut dramàtic per a televisió, ja en la dècada dels seixanta.

## Teatre
- El clavo (1922), de José Fernández del Villar[7]
- Charleston (1926), de Luís de Vargas[5]
- Los lagarteranos (1927), de Luís de Vargas[5]
- La pena me mata! (1927), de Fernando Luque
- ¿Quien te quiere a tí? (1928), de Luis de Vargas
- ¡Volgal ¡Volgal (1930), de Javier de Burgos i Aurelio Varela.
- Fabiola (1930), adaptació de la novel·la de Nicholas Wiseman
- La melodía del jazz-band (1932), de Jacinto Benavente
- ¿Quién soy yo? (1935), de Juan Ignacio Luca de Tena
- Me da usted el voto? (1936), de Francisco Trigueros Engelmo
- Con viento de proa (1939), de José Méndez Herrera i Antonio Casas Bricio
- El abanico de Lady Windermere (1941), d'Oscar Wilde
- La que no se entera (1941), de Giovanni Cenzato
- Doce lunas de miel (1941), Luísa María Linares
- ¡Dinero! ¡Dinero! (1943) de Luis Molero Massa
- La llamarada (1943), de Henry Kistemaeckers
- La chica del gato (1945), de Carlos Arniches
- Una gran señora (1945), d'Enrique Suárez de Deza
- Antígona (1949), de José María Pemán
- La devoción de la cruz (1949), de Pedro Calderón de la Barca
- Los ojos de los muertos (1949), de Jacinto Benavente
- Todos eran mis hijos (1951), d'Arthur Miller
- Don Juan Tenorio (1952), de José Zorrilla
- La muerte de Ofelia (1952), de Pablo Martí Zaro
- Euridice (1954), de Jean Anouilh
- Leyenda de una vida (1954), d'Stefan Zweig
- Sinfonía acabada (1954), de Jaime de Armiñán
- La segunda esposa (1955), de Luisa Alberca i Guillermo Sautier Casaseca
- Un arrabal junto al cielo (1956), de Luisa Alberca i Guillermo Sautier Casaseca
- Ama Rosa (1959), de Guillermo Sautier Casaseca
- The Boyfriend (1961), de Sandy Wilson
- Las dos hermanas (1961), de Guillermo Sautier Casaseca
- La camisa (1962), de Lauro Olmo
- La dama del alba (1962), d'Alejandro Casona
- Micaela (1962), de Joaquín Calvo Sotelo
- La tercera palabra (1964), d'Alejandro Casona
- ¿Quién quiere una copla del Arcipreste de Hita? (1965), de José Martín Recuerda
- Águila de blasón (1966), de Ramón María del Valle-Inclán
- Las viejas difíciles (1966), de Carlos Muñíz[6]

## Cinema
- La vida por delante (1958), de Fernando Fernán Gómez
- Canto para ti (1959), de Sebastián Almeida
- La vida alrededor (1959), de Fernando Fernán Gómez
- Diez fusiles esperan (1959), de José Luis Sáenz de Heredia
- Sólo para hombres (1960), de Fernando Fernán Gómez
- Vamos a contar mentiras (1961), d'Antonio Isasi-Isasmendi
- La pandilla de los once (1963), de Pedro Lazaga
- El extraño viaje (1964), de Fernando Fernán Gómez[8]

## Televisió
- Habitación 508: El bikini, d'Adolf Marsillach (1966)
- Estudio 1: La tragedia de Macbeth, de William Shakespeare (1966)
- Novela: Operación boda, de Fernando Vizcaíno Casas (1964), Niebla, de Miguel de Unamuno (1965), Contraseña del alba (1966)
- La pequeña comedia: Esta noche en el campo, de Víctor Ruiz Iriarte (1966)
- Primera fila: El viajero sin equipaje, de Jean Anouilh (1964), El triunfo de la medicina, de Jules Romains (1965), Crimen y castigo, de Fiódor Dostoievski (1965)
- Tras la puerta cerrada: Rosas de muerte, de Cornell Woolrich (1964)
- Sábado 64: Yola, de José Luis Sáenz de Heredia i Federico Vázquez Ochando (1964)
- Confidencias: El último café, de Jaime de Armiñán (1964)
- Fernández, punto y coma, d'Adolf Marsillach (1964)[8]